# Змінений стан свідомості
Змінені стани свідомості (ЗСС) — якісні зміни в суб'єктивних переживаннях або психологічному функціонуванні від певних генералізованих для даного суб'єкта норм, що рефлексуються самою людиною або відзначаються спостерігачами (класичне визначення Арнольда Людвіга). Згідно А. Ревонсуо, головною характерною ознакою змінених станів свідомості є системні зміни (відносно нормального стану свідомості) зв'язку змісту переживань з реальним світом, тобто в ЗСС присутні спотворення уявлення зовнішньої реальності або усвідомлення себе у вигляді галюцинацій або ілюзій, причому ці перекручення складаються в глобальну зміну репрезентацій.
Короткочасні переживання ЗСС є характерною властивістю свідомості та психіки здорових людей. Змінені стани можуть викликатися абсолютно різними тригерами і можуть мати, а можуть і не мати відношення до патології. ЗСС являють собою одну з головних потреб людини. Їм відводиться помітне місце в різних релігіях. Важливу роль в дослідженнях ЗСС в кінці XX сторіччя відіграли наукові експерименти з використанням різних галюциногенів (включаючи ЛСД), а також методики холотропного дихання.
Вивчення змінених станів свідомості є міждисциплінарною областю напрямків, що займаються дослідженням свідомості: загальна і соціальна психологія, психологія особистості, когнітивна психологія, аналітична психологія, трансперсональна психологія, клінічна психологія, нейропсихологія, психіатрія, антропологія та ін

## Історія досліджень ЗСС

### ЗСС як підкатегорія станів свідомості
Змінені стани свідомості є приватним випадком такого загального соціального, культурно-історичного, і, зокрема, психофізіологічного феномена, як стан свідомості; за визначенням Чарльза Тарта, стани свідомості — це в загальному якісні зміни загального патерну суб'єктивного (психічного) функціонування. Іншим підвидом станів свідомості є так звані «нормальні», або «звичайні», стани свідомості (що включають три широкі, природні стани свідомості — неспання, сон і глибокий сон). Також виділяються стани — гіпноз, транс, активна свідомість.
Згідно Вільяму Джеймсу, стан свідомості є «сукупність уявних об'єктів».
Згідно В. Н. Мясищеву, психічні стани, в тому числі і ЗСС, мають проміжне становище у феноменології психічних явищ і розташовані між більш динамічними психічними процесами і відносно стабільними властивостями особистості. Вони виступають фоном психічної діяльності і відображають особливості особистості та характеру, а також соматичний статус людини.

### Систематичні дослідження ЗСС
Систематичні наукові дослідження ЗСС почалися з робіт німецького психолога Арнольда Людвіга, який першим розробив модель ЗСС, засновану на модульній структурі станів свідомості. Згідно з його визначенням, яке стало класичним, ЗСС являють собою «будь-які психічні стани, індуковані фізіологічними, психологічними або фармакологічними подіями або агентами різної природи, які розпізнаються самим суб'єктом або зовнішніми спостерігачами, та представлені істотними відхиленнями в суб'єктивних переживаннях або психологічному функціонуванні від певних генералізованих для даного суб'єкта норм у стані активного неспання». Ґрунтуючись на дослідженнях Арнольда Людвіга, французький антрополог Еріка Бургиньон визначає ЗСС, як «стани, в яких змінюються відчуття, сприйняття, емоції та когнітивна сфера».
У сучасній психології розробляється цілий ряд моделей, що описують ЗСС:
- дискретні (Чарльз Тарт),
- континуальні (безперервні) (Колін Мартиндэйл),
- дискретно-континуальні (суміжні) (Адольф Діттрих).

Згідно Чарльзу Тарту, ЗСС — це нова по відношенню до базисного стану (наприклад, звичайного неспання) психічна система, що володіє властивими тільки їй характеристиками, своєю добре впорядкованою, цілісною сукупністю психологічних функцій, які забезпечують її стабільність та стійкість навіть при значних змінах окремих підсистем або певній зміні зовнішніх умов.
Згідно поглядів Коліна Мартіндейла, в його теорії безперервних (континуальних) станів свідомості, при переході до ЗСС, по мірі поступової регресії свідомості, що відбувається при дії абсолютно різних факторів, основні психологічні показники змінюються плавно, без стрибків, і ЗСС безперервно переходять з одного в інший.
У своїй теорії суміжних станів свідомості, Адольф Діттрих, з опорою на роботи Вільгельма Вундта, який схематично описав психіку у вигляді кола, в центрі якого — свідомість, що не спить, на колі — несвідоме, а всередині кола — перехідні структури свідомості, що якісно розрізняються на різних радіусах, але порівнюються один з одним, за рахунок їх рівновіддаленості від центру, описує звичайну, бадьору свідомість як вихідний стан, та найбільш виразний, що існує при заданих початкових умовах, що якісно розрізняються. У свою чергу, кожен з різних звичайних станів свідомості є центром свого власного кола по моделі Вільгельма Вундта, усередині якого розташовуються ЗСС, що виражають градації вихідного базового стану. Таким чином, згідно моделі А. Діттриха, стани свідомості можуть бути перерваними, оскільки ними керують різні закономірності, але і разом з тим, у великій мірі суміжні, що встановлюється їх кореляцією між собою.
ЗСС активно досліджуються в трансперсональній психології, в рамках якої стверджується, що вивчення феноменології ЗСС дозволяє переосмислити проблему свідомості і розширити межі традиційного розуміння особистості. Дослідниками в цій області запропоновано ряд моделей психіки, в рамках яких розроблено класифікації, що систематизують та описують незвичайні переживання особистості в ЗСС. Найбільш відомими є:
- Спектр свідомості К. Уїлбера
- Модель холоруху Д. Бома
- Модель особистості Р. Уолша і Ф. Воган

В межах трансперсональної психології стверджується, що саме занурення в ЗСС призводить до спонтанних і мимовільних досягнень в інтеграції особистості.
Згідно А. В. Россохина під ЗСС слід розуміти «стани, в яких відбуваються трансформації семантичних просторів суб'єкта, зміни форми категоризації, що супроводжуються переходом від соціально-нормованих культурою форм категоризації до нових способів впорядкування внутрішнього досвіду і переживань».
Згідно з О. В. Гордєєвою, ЗСС — це способи організації душевного життя людини; це функціональний орган діяльності людини, функціональна система, яку людина вибудовує сама (або йому допомагає в цьому товариство) для досягнення певної мети. Структура, зміст, форми, функції ЗСС визначаються існуючими у людини відповідними уявленнями про ЗСС — моделями ЗСС, які мають експліцидний або імпліцидний характер. Психологічними носіями таких моделей виступають установки, емоційні відносини, знання, очікування стосовно цих станів.
Відомий психолог Ст. А. Петровський запропонував розрізняти ясний і змінений стан свідомості (а також ясний і зміненений стан самосвідомості). Критерієм ясної свідомості, з його точки зору, є оборотність саморефлексії, «слід у слід», що супроводжує дії людини та динаміку її психічних станів (людина при цьому може повернутися назад, і знову пройти пройдене). ЗСС характеризується необоротністю саморефлексії, тобто людина не може «повернутися в минуле», з тим, щоб пройти шлях заново.
Відповідно крос-культурних досліджень Еріки Бургиньон, «змінені стани свідомості… використовуються у всіх людських суспільствах. Вони відомі в безлічі різних форм і інтегровані в різноманітні культурні моделі, грають різні ролі, використовуються в безлічі різних контекстів і забезпечені величезною масою значень. […] вони представляють характерні типи реакцій на певні зміни в сенсорних, перцепційних, когнітивних, мотиваційних і афективних відносинах між людьми та їх досвідом — типи реакцій, які значною мірою є культурно змодельованими».

## Критерії виникнення ЗСС
Згідно з досліджень Ст. Ст. Кучеренко, В. Ф. Петренко і А. В. Россохина, до критеріїв виникнення ЗСС відносяться:
1. Перехід від переважної опори на вербально-логічні, понятійні структури, до відображенню у формі наочно-чуттєвих (довербальних) образів.
2. Зміна емоційного забарвлення відображеного у свідомості внутрішнього досвіду, що супроводжують перехід до нових форм категоризації.
3. Зміни процесів самосвідомості, рефлексії і внутрішнього діалогу.
4. Присутність у зовнішньому діалозі фрагментів внутрішнього діалогу.
5. Зміни сприйняття часу, послідовності, що відбуваються у внутрішній реальності подій, часткове або повне їх забуття, обумовлене труднощами, а іноді і неможливістю, переведення внутрішнього досвіду, отриманого в змінених станах на «мову» соціально-нормативних форм категоризації (наприклад, складність відтворення послідовності подій сновидіння під час розповіді про нього в безсонному стані свідомості).

Згідно з дослідженнями Арнольда Людвіга, до основних характеристик ЗСС відносяться наступні 10 домінаторів або рис:
1. Суб'єктивне відчуття порушення мислення (проявляється в зміні концентрації уваги, порушення мнемічних процесів або складнощі у винесенні суджень).
2. Зміна в суб'єктивному відчутті течії часу.
3. Втрата контролю і страх втрати его-ідентичності (диссоціативні розлади).
4. Зміни в емоційній сфері у міру зниження свідомого контролю, проявляються як: 1) регрес до більш примітивних емоцій; 2) біполярні афективні розлади; 3) емоційна лабільність; 4) труднощі у вираженні емоцій (шизотимія).
5. Зміна схеми тіла (пропріорецепція — відчуття положення частин власного тіла відносно один одного), що включає в себе явища деперсоналізації та дереалізації.
6. Спотворення в сприйнятті, що представляють собою ілюзії в різних сенсорних модальностях, галюцинації і псевдогалюцинації, а також тимчасово загострення гостроти сприйняття, переважно візуального.
7. Зміна системи значень і цінностей.
8. Труднощі у вербалізації переживань ЗСС (ineffability).
9. Відчуття оновлення, що виникає в ряді станів і при виході з них (психоделічні стани, гіпноз, деперсоналізація та ін).
10. Зниження порогу сугестивності, що включає неможливість критичної оцінки мовних повідомлень і інструкцій, що сприймаються суб'єктом; тенденція спотворювати або неправильно інтерпретувати різні стимули на основі особистісних установок і страхів.

Чарльз Тарт, вивчаючи ЗСС, викликані наркотиками, розробив модель факторів, що беруть участь у формуванні ЗСС, деякі з яких людина може посилювати, а деякі гальмувати:
- наркотичні фактори — фізіологічний вплив наркотику, що визначає характер, що виникає при вживанні наркотику.
- ненаркотичні фактори:

- довготривалі:

- культурне середовище, що формує звичайні стани свідомості і очікування щодо дії наркотику;
- структура особистості суб'єкта;
- фізіологічні особливості людини, які створюють певну схильність до впливу наркотику;

- безпосередні:

- настрій людини;
- очікування;
- збіг або розбіжність цих очікувань з тим, що людина хотіла би випробувати.

- ситуативні:

- соціальна обстановка в якій відбувається прийняття наркотику;
- фізичні умови і їх вплив;
- формальні настанови щодо ЗСС, отримані суб'єктом, і його інтерпретація цих настанов;
- неявна інформація про наркотик, що отримується суб'єктом від оточуючих.

Виділяються три групи гіпотез щодо причин і механізмів індукції ЗСС, тобто про природу ЗСС:
- ЗСС як функціональні порушення нервової системи / особистісні порушення
- ЗСС як система особистісних установок, що проявляються у формі інтенсивних екзистенціальних, містичних та релігійних переживань.
- ЗСС як продукт когнітивного процесу, і зокрема як одна з форм прояву креативності.

Додатково розглядається гіпотеза про ЗСС як продукт порушення динаміки «утворюючих» свідомості, зокрема за умов, що викликають явні протиріччя між чуттєвою тканиною і змістом предметного образу. Леонтьев Олексій Миколайович наводив приклад такого явного порушення в експериментах Стреттона, Джорджа Малкольма, де випробовувані носили інвертоскоп, який спотворював чуттєву тканину образу, що супроводжувалося втратою почуття реальності.

## Функції ЗСС
Арнольд Людвиг, щодо окремої людини, що переживає ЗСС, виділив, по критерію їх корисності для людини і суспільства, в якому він живе, 2 основних групи функцій ЗСС:
- адаптивні функції ЗСС:

- психотерапевтична — ЗСС допомагають підтримувати та покращувати здоров'я і самопочуття, можуть використовуватися для лікування від захворювань (психічних і психосоматичних), а також для того, щоб справлятися з болем;
- отримання нового досвіду та нових знань — розумінь про себе і своїх відносин зі світом та іншими людьми, як джерело натхнення і посилення естетичного сприйняття; прилучення особистості до культури спільнот і суспільства, в яких він живе;
- соціальні функції — ЗСС забезпечують групову згуртованість, включаються до ритуалів ініціації, допомагають вирішувати конфлікти між вимогами суспільства і бажаннями конкретної людини.

- дезадаптивні функції ЗСС — ці стани використовуються для відходу від існуючої реальності (в таких випадках людина задовольняє через ці стани свої психологічні потреби).

## Типології ЗСС
Згідно розробкам Л. В. Співака і Д. Л. Співака, змінені стани свідомості можна типологізувати і поділити наступним чином:
1. штучно викликані: індуковані психоактивними речовинами (наприклад, психоделіками — галюциногенні гриби, дурман, марихуана, кактуси пейотль і Сан-Педро, ялівцевий дим, алкоголь, хімічні препарати) або процедурами (наприклад, сенсорною депривацією, холотропним диханням);
2. психотехнічно обумовлені: релігійні обряди, аутогенне тренування, за Шульцом, усвідомлені сновидіння, гіпнотичний транс, медитативні стани;
3. ті, що виникають спонтанно в звичайних для людини умовах (при значній напрузі, прослуховуванні музики, спортивній грі, оргазмі), або за незвичайних, але природних обставин (наприклад, при нормальних пологах), або в незвичайних і екстремальних умовах (наприклад, пікові переживання в спорті, близькосмертні враження різної етіології).

Згідно з О. В. Гордєєвої, ЗСС можна підрозділити на «вищі» і «нижчі», за аналогією з підрозділом психічних функцій у Л. С. Виготського:
- «вищі» — культурно-історично зумовлені форми ЗСС (культура може зумовлювати, а часом і жорстко задавати певний набір ЗСС, їх структуру, зміст, функції, специфічні характеристики, способи входження в конкретні ЗСС, ознаки, за якими людина може ідентифікувати даний стан, способи саморегуляції цього стану);
- «нижчі» — «натуральні» стани, що представляють собою не цілеспрямовані, випадкові зміни стану свідомості, що наступають в результаті дезорганізації звичайного стану свідомості і характеризуються хаосом, відсутністю структури психічного життя (зокрема, установок, очікувань і цілей діяльності), що може бути пов'язано з повною відсутністю досвіду як культурного, так і індивідуального.

Згідно феноменологічної соціології Ж. П. Валла, можна виділити наступні типи відносин людських спільнот до ЗСС:
- ЗСС як щось звичне і доступне для всіх.
- ЗСС як досвід, пережитий усіма, але лише один раз у житті.
- ЗСС як надбання фахівців, до яких спільнота звертається за порадою і досвід яких використовує.
- ЗСС виступають не тільки на індивідуальному, але й на соціальному рівні, будучи передавальною ланкою в поширенні профетичних навчань (месіанство).
- ЗСС як щось підозріле і, можливо, зловмисне.
- ЗСС — це погано, це божевілля.

«Вищі», культурно-історично зумовлені форми ЗСС можуть сприяти як збереженню соціальної системи і соціальних структур, так і їх змінам.

## Класифікація ЗСС
Чотири основних шкали незалежних одна від одної змін, що відбуваються з людським розумом під час ЗСС:
- зміна ємоційних станів;
- зміна сприйняття світу;
- зміна вольового самоконтролю;
- зміна самосвідомості та самостійності особистості. (Найбільш вивчені С. Гроффом, він виділяє 5 типів переживань: 1. переживання ембріону та плоду; 2. архаїчне розмивання складних міфологічних епізодів; 3. соматичні ефекти; 4. усвідомлення Універсального розуму; 5. Сверхкосмічна і метакосмічна порожнеча[25];)

## Методики дослідження ЗСС
На початку 1980-х років науковим колективом під керівництвом Адольфа Діттриха було проведено крос-культурне дослідження змінених станів свідомості, для чого був спеціально сконструйований психодіагностичний опитувальник вираженості ЗСС, спочатку — німецькою мовою, але з англійською назвою: Standardized Psychometric Assessment of Altered States of Consciousness (1981), який був перекладений на основні європейські мови. Факторизація шкал опитувальника дозволила виділити три самостійних фактора, що описують ЗСС: перший пов'язаний зі зміною зорового сприйняття, другий отримав назву «страх розпаду особистості», а третій — пов'язаний з переживанням розчинення в оточуючому світі та єднання з природою, і був названий «океанічне почуття».